# Leão de chácara

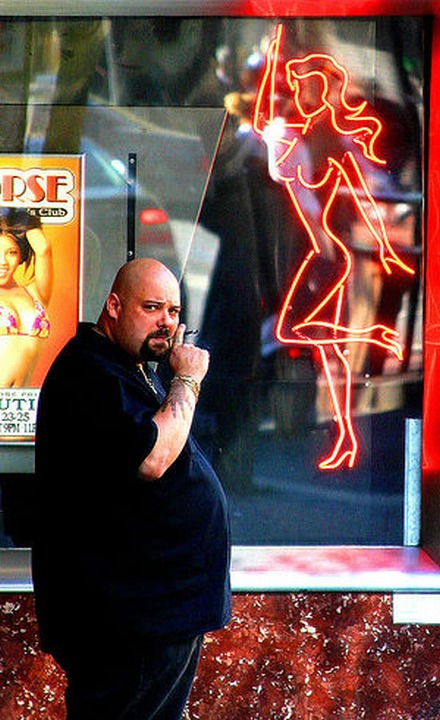
Leão de chácara em um club de São Francisco.

A palavra leão de chácara (pré-AO 1990: leão-de-chácara) é uma forma coloquial de designar os encarregados da segurança e confisco de drogas em portas de boates, bares, padarias, supermercados para prover a segurança nos locais, verificar as identidades dos frequentadores para conferir idades etc.
No Brasil e Angola, os leões de chácara cuidam também da segurança em fazendas. é também o indivíduo que fica anotando o horário dos colegas. [carece de fontes?]